# Elisabet Casanovas i Torruella
Elisabet Casanovas i Torruella   (Sabadell, 15 de desembre de 1994) és una actriu catalana coneguda pel paper de Tània a la sèrie juvenil de TV3 Merlí.

## Trajectòria
Els seus primers projectes van ser la sèrie Imberbe, emesa per YouTube i on s'explica la història d'uns estudiants que estan a punt de fer la selectivitat, i el curtmetratge It Girl, protagonitzat per Bruna Cusí i on hi interpretà un paper secundari.
És coneguda principalment pel seu paper a la sèrie de televisió Merlí (Televisió de Catalunya), on representà el personatge de Tània Illa, una adolescent de batxillerat humanístic i que és la millor amiga de Bruno (David Solans), company d'institut seu i fill de Merlí (Francesc Orella). Va presentar les campanades de Cap d'Any de Televisió de Catalunya de l'any 2017 amb el també actor de Merlí Carlos Cuevas. Ha participat també a la sèrie de TV3 Benvinguts a la família amb el paper de Paula.
Ha treballat en obres de teatre com ara La Tendresa i La senyora Florentina i el seu amor Homer. El 2018 va representar Virginia Otis a l'obra El fantasma de Canterville al teatre Condal; dirigida per Josep Maria Mestres, protagonitzada per Joan Pera i basada en la novel·la d'Oscar Wilde. Aquell mateix any també va recitar el monòleg Kassandra, en la qual es posà en la pell d'una dona refugiada transsexual, que es prostitueix en l'Europa actual, i que representa Cassandra, personatge de la Guerra de Troia.
L'any 2020, protagonitzà la comèdia romàntica bilingüe en castellà i català Drama, una producció de Playz, el canal digital jove de RTVE, amb la col·laboració d'El Terrat i la direcció de Ginesta Guindal. Hi interpreta África, una noia jove que viu en un pis compartit i té un treball precari que descobreix que està embarassada però no sap qui n'és el pare. La sèrie està co-protagonitzada per Artur Busquets i Júlia Bonjoch. En un comunicat, la directora Ginesta Guindal va fer una menció especial del seu treball dient que «va dotar de veritat a l'Àfrica, i va fer créixer el seu personatge amb preguntes clau i entrega emocional».
L'estiu de 2020 va acabar el rodatge de la seva primera pel·lícula, Chavalas, ambientada a Cornellà de Llobregat (Baix Llobregat) i que tracta sobre l'amistat.

## Filmografia

### Cinema
Informació actualitzada per un bot. Els canvis manuals es perdran quan s'actualitzi!
| Any  | Títol                      | Direcció                     | Dades a Wikidata              |
| ---- | -------------------------- | ---------------------------- | ----------------------------- |
| 2014 | It Girl                    |                              | Modifica les dades a Wikidata |
| 2016 | Niña de papá               | Miki Esparbé                 | Modifica les dades a Wikidata |
| 2017 | Post                       |                              | Modifica les dades a Wikidata |
| 2018 | Cerdita                    | Carlota Pereda               | Modifica les dades a Wikidata |
| 2018 | Krakt                      | Salvador Sunyer i Vidal      | Modifica les dades a Wikidata |
| 2018 | El fantasma de Canterville | Josep Maria Mestres Illamola | Modifica les dades a Wikidata |
| 2019 | Ardara                     | Raimon Fransoy Xavier Puig   | Modifica les dades a Wikidata |
| 2020 | Elsa                       | Albert Carbó                 | Modifica les dades a Wikidata |
| 2021 | Xavales                    | Carol Rodríguez i Colás      | Modifica les dades a Wikidata |
| 2021 | Fuimos canciones           | Juana Macías Alba            | Modifica les dades a Wikidata |
| 2021 | Les lleis de la frontera   | Daniel Monzón Jerez          | Modifica les dades a Wikidata |

### Televisió
Informació actualitzada per un bot. Els canvis manuals es perdran quan s'actualitzi!
| Any       | Títol                    | Direcció                                                                                        | Dades a Wikidata              |
| --------- | ------------------------ | ----------------------------------------------------------------------------------------------- | ----------------------------- |
| 2015–2018 | Merlí                    | Eduard Cortés                                                                                   | Modifica les dades a Wikidata |
| 2018–2019 | Benvinguts a la família  | Pau Freixas Paco Caballero Nely Reguera i Massagué Alejandro Marzoa Blasco Begoña Álvarez Rojas | Modifica les dades a Wikidata |
| 2020–2020 | Drama                    | Ginesta Guindal Forgas                                                                          | Modifica les dades a Wikidata |
| 2021–2021 | L'última nit del karaoke | Pedro B. Abreu Serapi Soler Oriol Pérez Alcaraz                                                 | Modifica les dades a Wikidata |
| 2014–2016 | Imberbe                  |                                                                                                 | Modifica les dades a Wikidata |
| 2021–     | Doctor Portuondo         | Carlo Padial                                                                                    | Modifica les dades a Wikidata |
| 2022–     | La ruta                  | Borja Soler Belén Funes Carlos Marqués-Marcet                                                   | Modifica les dades a Wikidata |
| 2023–2023 | Bojos per Molière        | Héctor Lozano i Colomer                                                                         | Modifica les dades a Wikidata |
| 2024–     | Las abogadas             | Juana Macías Alba Polo Menárguez                                                                | Modifica les dades a Wikidata |

## Teatre
| Any        | Obra                                        | Direcció                        |
| ---------- | ------------------------------------------- | ------------------------------- |
| 2013       | Cróniques de nits senceres, de dies sencers | Alberto Díaz                    |
| 2016-2017  | Paradise                                    | Oriol Vila i Raquel Salvador.   |
| 2017       | La senyora Florentina i el seu amor Homer   | Sergi Belbel                    |
| 2018       | El fantasma de Canterville                  | Josep Maria Mestres             |
| 2018, 2020 | Kassandra                                   | Sergi Belbel                    |
| 2019       | La tendresa                                 | Alfredo Sanzol                  |
| 2019       | Els nuvis                                   | Adrià Novella                   |
| 2019       | I Torneig de Dramatúrgia per a Instituts    | Cristina Clemente i Estel Solé. |
| 2020-2021  | Monroe-Lamarr                               | Sergi Belbel                    |
| 2020       | Khwam Sukh Rodríguez                        | Lara Díez Quintanilla           |
| 2021       | Carrer Robadors                             | Julio Manrique                  |
| 2022       | Entrevistes breus amb dones excepcionals    | Ferran Utzet                    |

## Premis i reconeixements
- Premi Butaca a la millor actriu de repartiment pel paper a La senyora Florentina (2017)[15]

## Vida personal
És sinestètica, és a dir, associa colors a les paraules.